# Хаблівський задній маяк
Хаблівський задній маяк — розташований на кордоні Херсонської й Миколаївської областей, між селами Лупарево та Олександрівка. Знаходиться у полі, за 6 кілометрів від води. Розміщений на найвищій точці в цій околиці на висоті 58 метрів над рівнем моря, тому його світло видно на відстані до 37 км. Разом з іншими маяками: Лупаревським та середнім Хабловським маяком, вони утворюють пряму лінію-орієнтир, щоб моряки могли безпечно ввійти в порт Південного Бугу.

## Історія
Раніше на місці, де нині маяк, був хутір Хаблова, на його честь і назвали вежу. Її побудували в 1902 році, коли треба було організувати безпечний підхід торгівельних і військових кораблів до портів Херсона і Миколаєва. Висота башти — 11 метрів.
Дістатися до цих міст заважала мілина на Дніпровському лимані. Тоді вирішили вирити канал довжиною три кілометри, який проходив би не тільки лиманом, а й річкою Південний Буг та гирлом Дніпра. Канал вийшов звивистий, і через це там регулярно ставалися аварії.
Одного маяка для регулювання руху кораблів у цьому місці було замало. Тому звели ще два на відстані двох-п'яти миль один від одного.
Першу будівлю зруйнували під час Другої світової, і на її місці в 1952 році побудували нову, чорну башту з білою смугою.
А популярним серед туристів маяк став через те, що вміє співати. Під час вітру конструкція вежі видає звуки, схожі на шаманський горловий спів.

### Російсько-українська війна
У 2022 році стало відомо, що маяк сильно постраждав від ударів російських військових.

## Список приміток
1. ↑  Pomandrui (29 листопада 2021). Хабловський маяк. ПоМандруй (укр.). Процитовано 1 травня 2024.
2. ↑  7 маяків України, які треба побачити в першу чергу. О, Море.City (укр.). Процитовано 1 травня 2024.
3. ↑  Настя, Stacy Summers/ Зеленовська (24 липня 2020). Хаблівський задній маяк — той, що стоїть посеред поля | SunKissed (амер.). Процитовано 1 травня 2024.
4. ↑  karaivan (2 серпня 2022). Російські загарбники знищили два унікальні маяки на Херсонщині. Центр журналістських розслідувань (укр.). Процитовано 2 травня 2024.